# السلاطنة
قرية السلاطنة هي إحدى القرى التابعة لمركز فاقوس في محافظة الشرقية في جمهورية مصر العربية. حسب إحصاءات سنة 2006، بلغ إجمالي السكان في السلاطنة 1873 نسمة، منهم 978 رجل و895 امرأة.